# Marius Bufquin des Essarts
Marius Georges Gustave Bufquin des Essarts (Marcinelle, 18 maart 1896 - 6 september 1973) was een Belgisch journalist en volksvertegenwoordiger.

## Levensloop
Marius Bufquin des Essarts stamde uit een journalistieke familie. Zowel zijn grootvader Louis-Xavier, zijn oom Jules als zijn vader Gustave waren eigenaar en hoofdredacteur van de linkse krant Journal de Charleroi. Na zijn studies aan het provinciaal atheneum van Morlanwelz ging hij op zijn achttiende aan de slag als redacteur van de Journal de Charleroi en leerde hij onder de vleugels van zijn vader het beroep van journalist aan. In 1930 volgde hij zijn vader op als hoofdredacteur van de krant en in 1936 werd hij na het overlijden van zijn vader eigenaar van de Journal de Charleroi. Hij bleef directeur-hoofdredacteur tot in 1966, terwijl zijn broer Marcel het dagelijks beheer en de redactie van de sportbladzijden op zich nam.
In 1939 werd Marius Bufquin des Essarts voorzitter van de afdeling Henegouwen-Namen van de Algemene Belgische Persbond. Tijdens de Duitse bezetting van België in de Tweede Wereldoorlog werkte hij mee aan de sluikpers in het verzet. In 1940 richtte hij de clandestiene krant L'Espoir op en hij werkte tevens mee aan de sluikkranten Le Monde du Travail en La Libre Belgique, die hij tevens hielp verspreiden. Omdat hij werd opgespoord door de Gestapo besloot Bufquin des Essarts in december 1942 onder te duiken.
Na de Bevrijding richtte Bufquin des Essarts de vereniging La Plume brisée op, die professionele journalisten verenigde die tijdens de oorlog hadden geweigerd om onder de Duitse bezetter te werken. Na de oorlog werd hij een opmerkelijke personaliteit binnen de Belgische perswereld. Zijn ambt als regionaal voorzitter van de Algemene Belgische Persbond werd verschillende keren verlengd en drie keer ― van 1946 tot 1948, van 1954 tot 1956 en van 1962 tot 1964 ― vervulde hij de functie van nationaal voorzitter van de Belgische persbond. Voorts leidde hij de Belgische delegatie op het congres van de Internationale Federatie van Journalisten in Bordeaux, was hij van 1953 tot 1968 vicevoorzitter van de Belgische krantenfederatie, lid van het internationaal persinstituut en als kunstliefhebber geassocieerd lid van de Belgische afdeling van de International Association of Art Critics (Internationale Vereniging van Kunstcritici). Als journalist maakte hij bovendien vaak reizen naar Belgisch Congo, Marokko en Turkije, waarover hij reportages schreef.
In de jaren 1960 ging het bergaf met de Journal de Charleroi, die met verouderd materiaal werkte, een te grote redactie had en over weinig financiële middelen beschikte. Ook trok de krant, die kritiekloos over de socialistische organisaties in de streek van Charleroi berichtte, steeds minder lezers en werd ze als populairste krant in de streek verdrongen door de modernere La Nouvelle Gazette. In juli 1966 besliste Marius Bufquin des Essarts om de Journal de Charleroi te verkopen aan de Bond van Bedienden, Technici en Kaderleden (SETCa), een vakcentrale binnen de socialistische vakbond FGTB. Om de schulden van de vakcentrale te drukken, werd de Journal de Charleroi in februari 1967 met L'Indépendance gefuseerd tot Le Journal Indépendance. Bufquin des Essarts werd benoemd tot eredirecteur van de krant, die hem eveneens een pensioen uitkeerde.
Naast zijn carrière in de Belgische perswereld was Bufquin des Essarts een tijdlang actief in de politiek. Van 1938 tot 1946 was hij socialistisch gemeenteraadslid van Marcinelle en vanaf mei 1945 zetelde hij tevens voor het arrondissement Charleroi in de Kamer van volksvertegenwoordigers, in opvolging van de overleden Emile Brunet. Hij zetelde slechts tot aan de wetgevende verkiezingen van februari 1946, waarbij hij niet werd herkozen als volksvertegenwoordiger.

## Publicaties
- Georges Wasterlain, Brussel, 1933
- Histoire du Parti Ouvrier Belge, Hoei, 1937
- Jules Destrée et Paul Pastur, Charleroi, 1938